# Nhiếp Ẩn Nương
Nhiếp Ẩn Nương (tiếng Trung: 聶隱娘; bính âm: Niè Yǐnniáng) là truyện truyền kỳ thời Đường mang màu sắc huyền ảo, kỳ bí, với yếu tố võ hiệp đậm nét do Bùi Hình (裴鉶) biên soạn. Truyện kể về một nhân vật hư cấu là nữ hiệp Nhiếp Ẩn Nương, do cơ duyên đặc biệt mà học được võ nghệ cao cường, trở thành sát thủ cho Tiết độ sứ Ngụy Bác là Điền Quý An. Nhiệm vụ của cô là ám sát Tiết độ sứ Trần Hứa là Lưu Xương Duệ, nhưng vì cảm phục nhân cách của Lưu Xương Duệ nên đã quay sang đầu quân cho ông, chống lại Điền Quý An. Truyện này lấy từ trong tập Bùi Hình truyền kỳ (裴鉶传奇).

## Cốt truyện
Nhiếp Ẩn Nương là con gái yêu của Nhiếp Phong, một viên áp nha dưới trướng Tiết độ sứ Ngụy Bác là Điền Quý An, sống vào những năm Trinh Nguyên đời Đường Đức Tông. Năm mười tuổi, nàng bị một ni cô bắt cóc và dạy cho các tuyệt kỹ như khinh công, kiếm thuật, ẩn thân và những võ công kỳ dị khác, đồng thời sai nàng đi ám sát những kẻ bất nghĩa. Năm năm sau, ni cô mới đưa nàng trở về Ngụy Bác. 
Khi biết được những gì con gái đã trải qua, Nhiếp Phong trong lòng vô cùng lo sợ. Từ đó về sau, Ẩn Nương thường ra ngoài vào ban đêm và chỉ trở về khi trời sáng, cha nàng cũng không dám hỏi han gì. Một ngày kia, có một thiếu niên chuyên mài gương đi ngang qua trước cửa nhà họ Nhiếp. Ẩn Nương tỏ ý muốn lấy người ấy làm chồng. Cha nàng lập tức đồng ý, và hai người thành thân. Sau khi Nhiếp Phong qua đời, Tiết độ sứ Điền Quý An nghe nói về những hành tung của Ẩn Nương, bèn mời nàng làm trợ thủ thân cận.
Đến thời Nguyên Hòa đời Đường Hiến Tông, quan hệ giữa Điền Quý An và Tiết độ sứ Trần Hứa là Lưu Xương Duệ trở nên căng thẳng. Điền Quý An sai Ẩn Nương đến Hứa Châu ám sát Lưu Xương Duệ. Tuy nhiên, Lưu Xương Duệ tinh thông bói toán, có khả năng dị thường, đã đoán trước được Ẩn Nương sẽ đến, nên phái người ra ngoài thành đợi sẵn. Ẩn Nương rất cảm phục ông, nên đã cùng chồng mình quay sang đầu quân dưới trướng Lưu Xương Duệ.
Điền Quý An không cam lòng, bèn phái một sát thủ tên là Tinh Tinh Nhi đến ám sát Nhiếp Ẩn Nương và Lưu Xương Duệ, nhưng Tinh Tinh Nhi lại bị Ẩn Nương giết chết. Sau đó, hắn lại cử một cao thủ khác tên là Không Không Nhi tới. Ẩn Nương biết mình không phải đối thủ, nên dặn Lưu Xương Duệ đeo một viên ngọc quanh cổ để hộ thân, còn bản thân thì hóa thành muỗi ẩn mình. Không Không Nhi vốn tự phụ, ra tay đánh vào cổ Lưu Xương Duệ nhưng không thành công, bèn lặng lẽ rút lui. Từ đó về sau, Lưu Xương Duệ đối đãi với vợ chồng Ẩn Nương vô cùng trọng hậu.
Năm Nguyên Hòa thứ 8 (813), Lưu Xương Duệ rời khỏi phiên trấn đến nhận chức trong triều. Nhiếp Ẩn Nương xin ông cho chồng mình một chức quan, còn bản thân thì rời đi chu du tứ phương. Khi Lưu Xương Duệ qua đời, Nhiếp Ẩn Nương cưỡi lừa đến kinh thành, khóc lớn trước linh cữu ông, rồi lặng lẽ rời đi.
Vào niên hiệu Khai Thành đời Đường Văn Tông, Lưu Tung, con trai của Lưu Xương Duệ, được bổ nhiệm làm Thứ sử Lăng Châu. Trên đường đến nhậm chức, khi đi qua đoạn trạm đạo ở Tứ Xuyên, anh bất ngờ gặp lại Nhiếp Ẩn Nương, dung mạo vẫn y hệt như thuở xưa, không hề thay đổi. Ẩn Nương nói với Lưu Tung: "Cậu sắp gặp đại nạn, không nên đến vùng đất này." Nàng đưa cho anh một viên thuốc, dặn rằng: "Sang năm, hãy mau chóng từ quan, trở về Lạc Dương thì mới thoát khỏi tai họa. Thuốc này chỉ có thể bảo vệ cậu trong vòng một năm, không hơn." Lưu Tung tuy không hoàn toàn tin lời nhưng cũng biếu nàng một ít lụa vóc. Tuy nhiên, Ẩn Nương không nhận, rồi lặng lẽ rời đi. Một năm sau, Lưu Tung không từ quan và quả nhiên mất ở Lăng Châu. Từ đó về sau, không ai còn thấy tung tích của Nhiếp Ẩn Nương nữa.

## Chuyển thể
Thích khách Nhiếp Ẩn Nương (tiếng Trung: 刺客聶隱娘) là bộ phim võ thuật năm 2015 do đạo diễn Đài Loan Hầu Hiếu Hiền chỉ đạo. Tại Liên hoan phim Cannes, Hầu Hiếu Hiền đã giành giải Đạo diễn xuất sắc nhất cho bộ phim này. Phim được phát hành tại Trung Quốc vào ngày 27 tháng 8 năm 2015. Nó cũng được chọn là đại diện của Đài Loan tham dự giải Phim nói tiếng nước ngoài hay nhất tại Giải Oscar lần thứ 88.